# Tossal de la Creu (Vimbodí i Poblet)
El Tossal de la Creu és una muntanya de 731 metres que es troba al municipi de Vimbodí i Poblet, a la comarca de la Conca de Barberà. Es troba dintre del Parc Natural del Bosc de Poblet.